# يوجيرو تاكيتا
يوجيرو تاكيتا (مواليد 4 ديسمبر 1955)، هو مُخرج افلام ياباني. حصل على جائزة أوسكار لأفضل فيلم بلغة أجنبية عن فيلم دراما الرحيل عام 2008. كانت هذه هي المرة الأولى التي يفوز فيها فيلم ياباني بالجائزة.

## روابط خارجية
يوجيرو تاكيتا على موقع IMDb (الإنجليزية)
- يوجيرو تاكيتا على موقع ألو سيني (الفرنسية)
- يوجيرو تاكيتا على موقع تيرنر كلاسيك موفيز (الإنجليزية)
- يوجيرو تاكيتا على موقع أول موفي (الإنجليزية)
- يوجيرو تاكيتا على موقع قاعدة بيانات الأفلام السويدية (السويدية)
- يوجيرو تاكيتا على موقع قاعدة بيانات الفيلم (الإنجليزية)
- يوجيرو تاكيتا على موقع كينوبويسك (الروسية)